# Traian Băsescu
Traian Băsescu (født 4. november 1951) var Rumæniens præsident i perioden 2004-2014. 
Han var præsident i to perioder i træk og kunne derfor ikke genopstille til Præsidentvalget i 2014. 
Før han blev præsident, var Traian Băsescu borgmester i hovedstaden Bukarest 2000-2004.
Inden Traian Băsescu blev politisk aktiv, gjorde han karriere i den rumænske flåde.